# Eballistra oryzae
Eballistra oryzae är en svampart som först beskrevs av Syd. & P. Syd., och fick sitt nu gällande namn av R. Bauer, Begerow, A. Nagler & Oberw. 2001. Eballistra oryzae ingår i släktet Eballistra och familjen Eballistraceae.   Inga underarter finns listade i Catalogue of Life.